# Dario Knežević
Dario Knežević (* 20. April 1982 in Rijeka) ist ein ehemaliger kroatischer Fußballspieler.

## Karriere

### Im Verein
Dario Kneževićs Karriere begann er in der ersten kroatischen Liga bei HNK Rijeka. Für diesen Verein absolvierte der Innenverteidiger 121 Liga-Spiele, war vier Spielzeiten lang Stammspieler und wurde 2004/05 sowie 2005/06 Kroatischer Pokalsieger.
Im Sommer 2006 wechselte Knežević zum italienischen Verein AS Livorno, wo er einen Dreijahresvertrag unterschrieb. Nach anfänglichen Anpassungsschwierigkeiten konnte sich der Abwehrspieler in der Serie A einen Stammplatz erkämpfen und bestritt in der Spielzeit 2007/08 35 Spiele für den Klub aus Livorno, in denen er drei Tore erzielte und einen Treffer vorbereitete. Trotz des Abstieges seiner Mannschaft, war Dario Knežević einer der herausragenden Spieler des Vereins und empfahl sich für einen Platz in der Nationalmannschaft für die Europameisterschaft 2008.
Im Sommer 2008 wurde Knežević von Juventus Turin verpflichtet, die ihn zunächst für 700.000 Euro ausliehen. Da er bei Juventus nur drei Ligapartien absolvierte und der Rekordmeister die Kaufoption von 1.500.000 Euro nicht zog, spielte der Kroate ab Sommer 2009 wieder bei Livorno. 2012 kehrte er in seine Heimat zum HNK Rijeka zurück, wo er 2015 seine aktive Laufbahn beendete.

### In der Nationalmannschaft
Dario Knežević kann bereits zehn Einsätze für die kroatische Nationalmannschaft verzeichnen. Gegen die Fußballnationalmannschaft von Hongkong gelang ihm im Februar 2006 sein bisher einziges Tor. Bei der Europameisterschaft 2008 in Österreich und der Schweiz bestritt Knežević drei Spiele für Kroatien. Im letzten Gruppenspiel gegen Polen zog er sich nach 25 Minuten eine Verletzung zu, die die EM für ihn frühzeitig beendete.

## Erfolge
- Kroatischer Pokalsieger: 2004/05, 2005/06, 2013/14